# Zeche Eulenbaum
Die Zeche Eulenbaum, alt Zeche Uhlenbaum, war ein Steinkohlebergwerk im Bochumer Stadtteil Laerheide.
Die Zeche war schon vor 1730 in Betrieb. 1757 waren bereits neun Bergleute im Stollen tätig. Der Heimatforscher Otto Hülsebusch schrieb 1951: „Wahrscheinlich ist der Stollen dieser Gewerkschaft in der Nähe von Döhmanns Kotten aus dem Siepen in den Berg getrieben worden.“ Dieser Kotten befand sich nordwestlich des späteren Schachts an der heutigen Unteren Heintzmannstraße.
Im Jahre 1897 wurde das Feld von der Zeche Dannenbaum übernommen. Im Jahr 1898 wurde im Südfeld der Grube Dannenbaum der Schacht Eulenbaum abgeteuft, um für die Anlage Dannenbaum II über den vorgeschriebenen zweiten Schacht zu verfügen.
1899 ging die Anlage an die Deutsch-Luxemburgische Bergwerks- und Hütten-AG über.
Die Schachtanlage Dannenbaum II schloss 1906, Schacht Eulenbaum schloss 1918.
In der Nachkriegszeit förderte hier die Kleinzeche Eulenbaum GmbH. Das Verwaltungsgebäude bestand noch in den 1970er Jahren und wurde dann abgerissen. Das Gelände wird nunmehr von einem Schrebergartenverein genutzt.

## Heutiger Zustand
In der Hustadt erinnert heute die Eulenbaumstraße an die Zeche Eulenbaum.